# Persone di nome Giacinto
| Questa pagina contiene informazioni ricavate automaticamente dalle voci biografiche con l'ausilio del template Bio e di un bot. L'aggiornamento è periodico e automatico e ricostruisce completamente la pagina. Se manca una persona in questa lista, sei pregato di non aggiungerla, ma accertati piuttosto che la sua voce biografica contenga il template Bio e che i dati anagrafici siano correttamente compilati. Se il template Bio manca, inseriscilo tu stesso o, in alternativa, metti l'avviso {{tmp\|Bio}} che ne segnala la mancanza. Se i dati riportati sono sbagliati, correggi direttamente la voce biografica; le modifiche saranno visibili in questa lista entro pochi giorni. Per chiarimenti vedi il progetto antroponimi. La lista contiene solo le 120 persone che sono citate nell'enciclopedia e per le quali è stato implementato correttamente il template Bio. Pagina aggiornata al 6 ago 2025. |

Questa è una lista di persone presenti nell'enciclopedia che hanno il nome Giacinto, suddivise per attività principale.

## Abati(1)
- Giacinto Gimma, abate e critico letterario italiano (Bari, n. 1668 - Bari, † 1735)

## Agronomi(1)
- Giacinto Corio, agronomo italiano (Crescentino, n. 1796 - † 1870)

## Allenatori di calcio(1)
- Giacinto Ellena, allenatore di calcio e calciatore italiano (Torino, n. 1914 - Torino, † 2000)

## Allenatori di hockey su ghiaccio(1)
- Giacinto Boni, allenatore di hockey su ghiaccio, dirigente sportivo e ex hockeista su ghiaccio italiano (Supino, n. 1963)

## Arbitri di calcio(1)
- Giacinto Franceschini, ex arbitro di calcio italiano (Bari, n. 1956)

## Arcivescovi cattolici(6)
- Giacinto Giovanni Ambrosi, arcivescovo cattolico italiano (Trieste, n. 1887 - Thiene, † 1965)
- Giacinto Gaggia, arcivescovo cattolico italiano (Verolanuova, n. 1847 - Brescia, † 1933)
- Giacinto Serroni, arcivescovo cattolico italiano (Roma, n. 1617 - Parigi, † 1687)
- Giacinto Tredici, arcivescovo cattolico italiano (Milano, n. 1880 - Brescia, † 1964)
- Giacinto Maria Giuseppe de Ferrari, arcivescovo cattolico, religioso e teologo italiano (Oneglia, n. 1804 - Roma, † 1874)
- Giacinto della Torre, arcivescovo cattolico italiano (Saluzzo, n. 1747 - Torino, † 1814)

## Astisti(1)
- Giacinto Lambiasi, astista italiano (Cagliari, n. 1896 - † 1974)

## Attori(2)
- Giacinto Ferro, attore italiano (Palazzolo Acreide, n. 1943 - Valverde, † 2016)
- Giacinto Molteni, attore italiano (Lecco, n. 1880 - Milano, † 1948)

## Attori teatrali(2)
- Giacinto Cattoli, attore teatrale italiano (Bologna, n. 1680 - Bologna, † 1739)
- Giacinto Palmarini, attore teatrale italiano (Teramo, n. 1970)

## Avvocati(1)
- Giacinto Cibrario, avvocato e politico italiano (Torino, n. 1843 - Torino, † 1917)

## Calciatori(4)
- Giacinto Bonfante, calciatore italiano
- Giacinto Facchetti, calciatore e dirigente sportivo italiano (Treviglio, n. 1942 - Milano, † 2006)
- Giacinto Giubasso, calciatore italiano (Balzola, n. 1906 - Balzola, † 1977)
- Giacinto Goldaniga, calciatore italiano (Castiglione d'Adda, n. 1927 - Castiglione d'Adda, † 1983)

## Cardinali(1)
- Giacinto Sigismondo Gerdil, cardinale e vescovo cattolico italiano (Samoëns, n. 1718 - Roma, † 1802)

## Ciclisti su strada(1)
- Giacinto Santambrogio, ciclista su strada italiano (Seregno, n. 1945 - Desio, † 2012)

## Clavicembalisti(1)
- Giacinto Manna, clavicembalista italiano (Napoli, n. 1706 - Napoli, † 1768)

## Compositori(2)
- Giacinto Calderara, compositore italiano (Casale Monferrato, n. 1729 - Asti, † 1803)
- Giacinto Scelsi, compositore italiano (Arcola, n. 1905 - Roma, † 1988)

## Diplomatici(1)
- Giacinto Auriti, diplomatico, ambasciatore e iamatologo italiano (Roma, n. 1883 - Roma, † 1969)

## Drammaturghi(3)
- Giacinto Battaglia, drammaturgo italiano (Milano, n. 1803 - Milano, † 1861)
- Giacinto Andrea Cicognini, drammaturgo e librettista italiano (Firenze, n. 1606 - Venezia, † 1651)
- Giacinto Gallina, commediografo italiano (Venezia, n. 1852 - Venezia, † 1897)

## Educatori(1)
- Giacinto Mompiani, educatore, patriota e filantropo italiano (Brescia, n. 1785 - Leno, † 1855)

## Fotografi(1)
- Giacinto Garaffi, fotografo italiano (Torino, n. 1843 - Cuneo, † 1925)

## Generali(2)
- Giacinto Avenati, generale italiano (Feletto, n. 1809 - Torino, † 1876)
- Giacinto Ferrero, generale italiano (Torino, n. 1862 - Torino, † 1922)

## Giuristi(2)
- Giacinto Auriti, giurista e saggista italiano (Guardiagrele, n. 1923 - Roma, † 2006)
- Giacinto Dragonetti, giurista e scrittore italiano (L'Aquila, n. 1738 - Napoli, † 1818)

## Imprenditori(2)
- Giacinto Gambirasio, imprenditore, politico e poeta italiano (Seriate, n. 1896 - Seriate, † 1971)
- Giacinto Ghia, imprenditore e carrozziere italiano (Torino, n. 1887 - Torino, † 1944)

## Ingegneri(2)
- Giacinto Motta, ingegnere, dirigente d'azienda e politico italiano (Mortara, n. 1870 - Orta San Giulio, † 1943)
- Giacinto Pullino, ingegnere navale italiano (Castellamonte, n. 1837 - Baldissero Canavese, † 1898)

## Letterati(2)
- Giacinto Grassi, letterato e poeta italiano (Settime, n. 1918 - Asti, † 1993)
- Giacinto Visocchi, letterato, patriota e politico italiano (Atina, n. 1819 - Atina, † 1854)

## Lunghisti(1)
- Gianni Caldana, lunghista, ostacolista e velocista italiano (Vicenza, n. 1912 - Sirmione, † 1995)

## Magistrati(1)
- Giacinto Fedele Avet, magistrato e politico italiano (Moûtiers, n. 1788 - Torino, † 1855)

## Matematici(1)
- Giacinto Morera, matematico italiano (Novara, n. 1856 - Torino, † 1909)

## Medici(2)
- Giacinto Pacchiotti, medico, igienista e politico italiano (San Cipriano Po, n. 1820 - Torino, † 1893)
- Giacinto Viola, medico italiano (Carignano, n. 1870 - Paderno Ponchielli, † 1943)

## Militari(6)
- Giacinto Bruzzesi, militare italiano (Cerveteri, n. 1822 - Milano, † 1900)
- Giacinto Cova, militare italiano (Brisighella, n. 1909 - Ridotta Capuzzo, † 1941)
- Giacinto Mercadante, militare italiano (n. 1778 - Altamura)
- Giacinto Provana di Collegno, militare, patriota e politico italiano (Torino, n. 1794 - Baveno, † 1856)
- Giacinto Vicinanza, militare italiano (Salerno, n. 1882 - San Martino del Carso, † 1916)
- Giacinto Ugo Timoleone di Cossé-Brissac, militare francese (Parigi, n. 1746 - Parigi, † 1813)

## Monaci cristiani(1)
- Giacinto da Belmonte, monaco cristiano, presbitero e scrittore italiano (Belmonte Calabro, n. 1839 - Acri, † 1899)

## Naturalisti(1)
- Giacinto Carena, naturalista e linguista italiano (Carmagnola, n. 1778 - Torino, † 1859)

## Organari(1)
- Giacinto Rossi, organaro italiano (San Martino Paravanico, n. 1724 - San Martino Paravanico, † 1796)

## Ornitologi(1)
- Giacinto Martorelli, ornitologo italiano (Torino, n. 1855 - Milano, † 1917)

## Partigiani(2)
- Giacinto Domenico Lazzarini, partigiano e agente segreto italiano (Milano, n. 1912 - † 1990)
- Giacinto Rizzolio, partigiano e militare italiano (Cornigliano Ligure, n. 1919 - Genova, † 1944)

## Patrioti(2)
- Giacinto Agnello, patriota e letterato italiano (Palermo, n. 1791 - Palermo, † 1870)
- Giacinto Albini, patriota, politico e poeta italiano (Napoli, n. 1821 - Potenza, † 1884)

## Pianisti(1)
- George Wallington, pianista e compositore statunitense (Palermo, n. 1924 - New York, † 1993)

## Pittori(12)
- Giacinto Brandi, pittore italiano (Poli, n. 1621 - Roma, † 1691)
- Giacinto Calandrucci, pittore e incisore italiano (Palermo, n. 1646 - Palermo, † 1707)
- Giacinto Campana, pittore italiano (Bologna - Polonia)
- Giacinto Cocchi, pittore, architetto e scultore italiano
- Giacinto Diano, pittore italiano (Pozzuoli, n. 1731 - Napoli, † 1803)
- Giacinto Fabbroni, pittore italiano (Prato, n. 1711 - Firenze, † 1783)
- Giacinto Fiore, pittore italiano (Castel del Piano, n. 1911 - Cervo Ligure, † 1973)
- Giacinto Gigante, pittore e incisore italiano (Napoli, n. 1806 - Napoli, † 1876)
- Giacinto Gimignani, pittore italiano (Pistoia, n. 1606 - Roma, † 1681)
- Giacinto Mondaini, pittore, disegnatore e illustratore italiano (Milano, n. 1902 - Milano, † 1979)
- Giacinto Platania, pittore, decoratore e ingegnere italiano (Acireale, n. 1612 - Acireale, † 1691)
- Giacinto Santagostino, pittore italiano († 1688)

## Poeti(1)
- Giacinto Ricci Signorini, poeta italiano (Massa Lombarda, n. 1861 - Cesena, † 1893)

## Politici(19)
- Giacinto Artale, politico italiano (Ficarra, n. 1906 - † 1970)
- Giacinto Boldrini, politico italiano (Casalmaggiore, n. 1940)
- Giacinto Bosco, politico italiano (Santa Maria Capua Vetere, n. 1905 - Roma, † 1997)
- Giacinto Carini, politico e patriota italiano (Palermo, n. 1821 - Roma, † 1880)
- Giacinto Cottin, politico italiano (Torino, n. 1796 - Torino, † 1878)
- Giacinto Froggio, politico italiano (Vibo Valentia, n. 1919 - † 2002)
- Giacinto Genco, politico italiano (Altamura, n. 1901 - Montesilvano, † 1997)
- Giacinto Guglielmi, politico italiano (Civitavecchia, n. 1847 - Roma, † 1911)
- Giacinto Minnocci, politico italiano (Alatri, n. 1916 - Alatri, † 2011)
- Giacinto Oliverio, politico italiano (Catanzaro, n. 1831 - Catanzaro, † 1890)
- Marco Pannella, politico e attivista italiano (Teramo, n. 1930 - Roma, † 2016)
- Giacinto Paoli, politico, militare e generale italiano (Morosaglia, n. 1681 - Napoli, † 1763)
- Giacinto Rovella, politico italiano (Ceva, n. 1893 - San Michele Mondovì, † 1967)
- Giacinto Russo, politico italiano (Caivano, n. 1953 - Napoli, † 2025)
- Giacinto Salvi, politico italiano (Voghera, n. 1808 - Genova, † 1877)
- Giacinto Scelsi, politico e prefetto italiano (Collesano, n. 1825 - Roma, † 1902)
- Giacinto Menotti Serrati, politico e giornalista italiano (Spotorno, n. 1872 - Asso, † 1926)
- Giacinto Trevisonno, politico italiano (Roma, n. 1907 - Roma, † 1994)
- Giacinto Urso, politico italiano (Nociglia, n. 1925 - Nociglia, † 2024)

## Presbiteri(1)
- Giacinto Pannella, presbitero, storico e bibliografo italiano (Teramo, n. 1847 - Teramo, † 1927)

## Registi(2)
- Giacinto Bonacquisti, regista e sceneggiatore italiano (Roma, n. 1937 - Collepardo, † 2008)
- Giacinto Solito, regista e montatore italiano (Napoli, n. 1904 - Roma, † 1991)

## Religiosi(3)
- Giacinto Bianchi, religioso e missionario italiano (Villa Pasquali, n. 1835 - Villa Pasquali, † 1914)
- Giacinto Maria Cormier, religioso francese (Orléans, n. 1832 - Roma, † 1916)
- Giacinto Odrovaz, religioso polacco (Kamień Śląski, n. 1185 - Cracovia, † 1257)

## Sciatori alpini(1)
- Giacinto Sertorelli, sciatore alpino italiano (Bormio, n. 1915 - Garmisch-Partenkirchen, † 1938)

## Scrittori(3)
- Giacinto Bianco, scrittore italiano (Fasano, n. 1812 - Fasano, † 1885)
- Giacinto Satta, scrittore, artista e politico italiano (Orosei, n. 1851 - Bosa, † 1912)
- Giacinto de' Sivo, scrittore, storico e drammaturgo italiano (Maddaloni, n. 1814 - Roma, † 1867)

## Storici(3)
- Giacinto De Vecchi Pieralice, storico, archeologo e scrittore italiano (Castel Madama, n. 1842 - Roma, † 1906)
- Giacinto Gigli, storico italiano (Roma, n. 1594 - Roma, † 1671)
- Giacinto Romano, storico italiano (Eboli, n. 1854 - Milano, † 1920)

## Storici della letteratura(1)
- Giacinto Spagnoletti, storico della letteratura, poeta e romanziere italiano (Taranto, n. 1920 - Roma, † 2003)

## Tenori(1)
- Giacinto Prandelli, tenore italiano (Lumezzane, n. 1914 - Milano, † 2010)

## Vescovi cattolici(8)
- Giacinto Arcangeli, vescovo cattolico italiano (Sarnico, n. 1833 - Asti, † 1909)
- Giacinto Dragonetti, vescovo cattolico italiano (L'Aquila - L'Aquila, † 1730)
- Giacinto Magliulo, vescovo cattolico italiano (Frignano, n. 1829 - Acerra, † 1899)
- Giacinto Camillo Maradei, vescovo cattolico italiano (Laino, n. 1639 - Torre Orsaia, † 1705)
- Giacinto Maria Passati, vescovo cattolico italiano (Isola di Mezzo, n. 1620 - Stagno, † 1680)
- Giacinto Rossi, vescovo cattolico e teologo italiano (Diano Serreta, n. 1826 - Genova, † 1899)
- Giacinto Sardi, vescovo cattolico italiano (Sulmona, n. 1715 - Roccasecca, † 1786)
- Giacinto Tamburini, vescovo cattolico italiano (Comacchio, n. 1886 - Roccamonfina, † 1944)

## Violoncellisti(1)
- Giacinto Caramia, violoncellista italiano (Napoli, n. 1923 - † 2015)

## Senza attività specificata(2)
- Giacinto Fontana, cantante castrato italiano (Perugia, n. 1692 - Perugia, † 1739)
- Giacinto Hintz, russo (Sičioniai - Cagliari, † 1812)